# کیاوو مارو (۱۹۸۹)
کیاوو مارو (۱۹۸۹) (به انگلیسی: Kaiwo Maru (1989)) یک کشتی است که ارتفاع آن ۴۳٫۵۰ متر (۱۴۲٫۷ فوت) می‌باشد. این کشتی در سال ۱۹۸۹ ساخته شد.